# Максимець (хребет)
Максимець — хребет у масиві Яловичорські гори (Українські Карпати), в південно-західній частині Чернівецької області, в межах Путильського району. 
Простягається з південного сходу на північний захід у межиріччі Білого Черемошу і Путилки. Максимальна висота — 1345 м (гора Максимець). 
Хребет має густу річкову мережу. Схили вкриті хвойними, переважно ялиновими лісами з незначною домішкою бука, явора, берези та горобини. Подекуди є безлісі ділянки (царинки, полонини), зайняті переважно під сіножаті та пасовища. Багата флора царинок, тут зростає низка рідкісних і лікарських рослин: арніка гірська, гвоздика скупчена, купальниця трансильванська, траунштейнера куляста тощо. У лісах подекуди трапляється гудайєра повзуча, коральковець тричінадрізаний. 
Найближчі населені пункти: села Плай, Голошина; смт Путила.
На південному сході від хребта бере початок струмок Сенець, правий доплив річки Лопушни.
На південно-західних схилах хребта беруть початок струмки Стреженський, Калела, Дутця, а на північному заході — струмок Доней, праві допливи Білого Черемошу.